# Omagh-bombningen
Omaghbomben (irsk: Buamáil an Ómaigh) var et terrorangreb, hvor en bilbombe blev bragt til sprængning af organisationen Real IRA lørdag den 15. august 1998 kl. 15.10 i byen Omagh i Nordirland. Motivet var Real IRA's modstand mod IRA's våbenhvile og den tidligere på året indgåede Belfastaftale (Good Friday Agreement). Bomben dræbte 29 mennesker og sårede 220 andre, hvilket gør terrorangrebet til det dødeligste i den nordirske konflikt.
Få sekunder inden eksplosionen skete, havde en ukendt person taget et billede af en mand, der holder et barn oven på sine skuldre. På billedet står de ved siden af en rød Vauxhall Cavalier. Bilen var stjålet to dage før og her lå bomben placeret. Både manden og barnet overlevede eksplosionen, mens fotografen blev dræbt. Hans kamera blev senere fundet i nogle murbrokker.
Bombningen forårsagede forargelse både lokalt og internationalt, ansporede Nordirlands fredsproces og gav et alvorligt slag mod den dissidente irske republikanske kampagne. Real IRA benægtede, at bomben var beregnet til at dræbe civile og undskyldte. Kort efter erklærede gruppen for våbenhvile.
Omagh-bombningen fandt sted tretten uger efter, at Belfast-aftalen fra april 1998 blev underskrevet. Formålet var at være en omfattende løsning på problemerne og aftalen havde bred støtte både i Irland og internationalt.